# Großbassblockflöte
Die Großbassblockflöte ist eine Blockflöte in tieferer Lage als die bekannte Bassblockflöte mit ihrem tiefsten Ton f0. Sie ist historisch durch einzelne Museumsstücke nachgewiesen und in den Büchern von Michael Praetorius (1619) und Marin Mersenne (1636) beschrieben.
Nach der Wiederbelebung der Blockflöte durch Arnold Dolmetsch ab etwa 1920 kam es allmählich auch wieder zum Bau von Großbassblockflöten. Diese haben bis zu sieben Klappen, die die Handhabung der Grifflöcher erleichtern. Ihr Tonumfang beträgt c0−d2 (g2). Für moderne Großbassblockflöten werden Hölzer wie Ahorn oder African Bubinga verwendet. 
Die Bezeichnung meint in der Regel Instrumente ab c0. Tiefere Instrumente heißen dann „Kontrabass“. Falls das Instrument ab F „Großbass“ genannt wird, werden die Instrumente ab c0 und B als „Quart-Bass“ bzw. „Quint-Bass“ bezeichnet.

## Geschichte
Im Germanischen Nationalmuseum zu Nürnberg befinden sich zwei Großbassblockflöten. Beide sind dem Renaissancetypus zuzuordnen, auch wenn das Instrument von Hieronymus F. Kynseker (1636–1686) am Kopfstück mit hochbarocken Verzierungen versehen ist. Diese Flöte ist Teil eines Ensemblesatzes aus Pflaumenholz. 
Die Großbassblockflöte verfügte über eine Klappe für den tiefsten Ton, die durch eine sogenannte „Fontanelle“ (metallene Verkleidung) geschützt war. Mit einem S-förmigen Anblasrohr war sie etwas bequemer zu spielen als ein gleich großer Pommer. Da die übrigen Tonlöcher keine Klappen haben, lagen sie an akustisch ungünstigen Stellen, was den Klang beeinträchtigte. Die trotzdem immer noch benötigte enorme Fingerspannweite erschwerte die Geläufigkeit.
Ein gebräuchliches Instrument war die Großbassblockflöte nur etwa 100 bis 120 Jahre lang. Beschrieben ist sie lediglich im Syntagma musicum von Michael Praetorius (1619) – hier als Instrument in B – und bei Marin Mersenne (Harmonie universelle, Paris 1636). Die wohl früheste erhaltene Großbassblockflöte gehörte zur Sammlung des venezianischen Catajo-Palasts. Sie befindet sich heute im Kunsthistorischen Museum in Wien.
Mersenne beschreibt eine Großbassblockflöte mit einer zierlich gearbeiteten Doppelklappe für den tiefsten Ton und den darüberliegenden Halbton. 
Das Kynseker-Instrument im Germanischen Nationalmuseum ist als Höhe- und Schlusspunkt der historischen Entwicklung anzusehen. Es bleibt hinter den Vorstellungen Mersennes zurück; möglicherweise war es bereits historisierend konzipiert, d. h. gewollt „altmodisch“ gebaut.

## Großbässe anderer Instrumentenfamilien
- Krummhorn
- Rankett
- Pommer